# Scytodes yssaiapari
Scytodes yssaiapari är en spindelart som beskrevs av Cristina A. Rheims och Antonio D. Brescovit 2006. Scytodes yssaiapari ingår i släktet Scytodes och familjen spottspindlar. Inga underarter finns listade i Catalogue of Life.